# Johann Zehetner
Johann Hans Zehetner, avstrijski rokometaš, * 4. september 1912, † 29. december 1942.
Leta 1936 je na poletnih olimpijskih igrah v Berlinu v sestavi avstrijske rokometne reprezentance osvojil srebrno olimpijsko medaljo.